# Algoritmo de Featherstone
O algoritmo de Featherstone é uma técnica utilizada para calcular os efeitos de forças aplicadas a uma estrutura de articulações (juntas, joints) e elos (ligações, links), ou seja, uma "cadeia cinemática", como esqueletos usados em física ragdoll.
O algoritmo de Featherstone usa uma representação de coordenadas reduzidas. Isto está em contraste com o método mais popular dos multiplicadores de Lagrange, que utiliza o máximo de coordenadas.
O algoritmo de Featherstone foi introduzido por Roy Featherstone em 1983 num artigo intitulado "The Calculation of Robot Dynamics Using Articulated-Body Inertias".